# Amer Mubarak
Amer Mubarak (en árabe: عامر مبارك‎; Abu Dabi, Emiratos Árabes Unidos; 28 de diciembre de 1987) es un futbolista de los Emiratos Árabes Unidos que juega en la posición de centrocampista y que actualmente milita en el Khor Fakkan Club de la UAE Pro League.

## Carrera

### Club
| Periodo   | Club                  |
| --------- | --------------------- |
| 2005-2011 | Al-Nasr SC            |
| 2011-2014 | Al-Ahli Dubai         |
| 2014-2020 | Al-Nasr SC            |
| 2020      | → Baniyas SC (cedido) |
| 2020-     | Khor Fakkan Club      |

### Selección nacional
Jugó para Emiratos Árabes Unidos en 42 ocasiones de 2007 a 2012 y anotó un gol; participó en dos ediciones de la Copa Asiática y en los Juegos Asiáticos de 2006.

## Logros
- UAE Pro League (1): 2013-14
- Copa Presidente de Emiratos Árabes Unidos (2): 2012-13, 2014-15
- Copa de Liga de los Emiratos Árabes Unidos (3): 2011-12, 2013-14, 2014-15
- Supercopa de los Emiratos Árabes Unidos (2): 2013, 2014
- Copa de Clubes Campeones del Golfo (1): 2014